# Play (Hackergruppe)
Play (auch Play Ransomware oder PlayCrypt) ist eine Hackergruppe, die für Ransomware-Angriffe auf Unternehmen und staatliche Institutionen verantwortlich ist. Die Gruppe trat 2022 in Erscheinung und griff Ziele in den USA, in Brasilien, in Argentinien, Deutschland, Belgien sowie in der Schweiz an.
Sicherheits-Experten vermuten, dass die Gruppe aus Russland stammt, da die verwendeten Verschlüsselungstechniken denen von anderen aktiven russischen Randsomware-Gruppen wie Hive und Nokoyawa stark ähneln.
Der Name "Play" kommt von der Datei-Endung ".play", die die Gruppe für die verschlüsselten Daten ihrer Opfer verwendet und dabei eine Nachricht mit dem Wort "PLAY" und einer E-Mail-Adresse hinterlässt.

## Geschichte
2022 verübte Play einen großen Angriff auf die argentinische Justiz von Córdoba.
Im Jahr 2023 kam es zu einer Welle von Hackerangriffen durch Play auf die Schweiz. Im April wurde ein Angriff auf die Medienhäuser CH-Media und Neue Zürcher Zeitung verübt. Im selben Monat wurde die walliser Gemeinde Saxon VS Opfer. Im Mai/Juni kam es zu einem massiven Hackerangriff auf den IT-Dienstleister Xplain der schweizerischen Bundesverwaltung, dabei sind vertrauliche Daten, darunter Finanzdaten bis Steuerinformationen, abhandengekommen. Diverse staatliche Unternehmen waren betroffen.